# علال بن قصو
علال بن قصو (أو علال بن قسو) (1941 - 29 أكتوبر 2013) ، حارس دولي سابق كان يلعب مع نادي الجيش الملكي وأيـضاً مع المنتخب المغربي .

## المشوار
ولد الحارس علال في حي التواركة بمدينة الرباط التحق بشبان نادي الجيش الملكي سنة 1959 قبل أن يصعد إلى الفريق الأول موسم 1962-1963 ، عرف مشواره مع الجيش إنجازات كبيرة حيث فاز بـ الدوري المغربي 7 مرات وكأس العرش سنة 1971، ولعب في الدوري المغربي قرابة 500 مباراة .
المنتخب المغربي :
التحق بن قصو بالمنتخب المغربي سنة 1963 حيث لعب أول مقابلة دولية ضد فرنسا في مباراة ودية انتهت بفوز المغرب 2-1 ، وشارك معه في أكبر التظاهرات الدولية حيث شارك في نهائيات الألعاب الأولمبية 1964، وألعاب البحر المتوسط بنابولي 1963 وتونس 1967 وإزمير 1971، وكأس العالم 1970 في المكسيك حيث لعب مبارتين ضد ألمانيا حين قدم مباراة كبيرة وضد البيرو، كما شارك في كأس أمم أفريقيا 1972 بالكاميرون، وكانت آخر مقابلة دولية له ضد الجزائر سنة 1974 ليختم مسيرته الدولية بعد أن خاض 116 مقابلة دولية .
و في سنة 2006 أختير من طرف الكنفدرالية الأفريقية لكرة القدم كواحد من أحسن 200 لاعب كرة قدم أفريقي في آخر 50 سنة.

## روابط خارجية
- علال بن قصو على موقع الاتحاد الدولي (مؤرشف)  (الإنجليزية)
- علال بن قصو على موقع قاعدة بيانات كرة القدم.إي يو (الإنجليزية)
- علال بن قصو على موقع ناشيونال فوتبول تيمز (الإنجليزية)
- علال بن قصو على موقع عالم كرة القدم.نت (الإنجليزية)
- علال بن قصو على موقع اللجنة الأولمبية الدولية (الإنجليزية)
- علال بن قصو على موقع أوليمبيديا (الإنجليزية)